# أيزو 9362
ايزو 9362 (المعروف أيضا باسم SWIFT-BIC، BIC code ،SWIFT ID أو SWIFT code) هو صيغة موحدة للرموز المعرفة للبنك التي وافقت عليها المنظمة الدولية للتوحيد القياسي (ايزو). هو رمز هوية فريدة من نوعها لمصرف خاص. هذه الرموز المستخدمة عند تحويل الأموال بين المصارف، لا سيما بالنسبة للنقل الدولي عبر سلك، وأيضا لتبادل الرسائل بين المصارف الأخرى.ويمكن في بعض الأحيان ان توجد على كشوف الحساب.
مسألة التداخل بين ايزو 9362 وايزو 13616 تمت مناقشته في مادة الحساب المصرف الدولي (وتسمى أيضا إيبان).
رمز سويفت هو 8 أو 11 حرفا، تتكون من :
- 4 حروف—رمز البنك (حروف فقط)
- 2 الحروف -- أيزو 3166-1 ألفا - 2 رمز البلد (رسائل فقط)
- حرفين—موقع الرمز (حروف وأرقام) (إذا كان الحرف الثاني هو '1'، تدل على المشاركين السلبيين في شبكة سويفت)
- 3 أحرف—رمز السلطة، اختياري ('XXX' للمكتب الرئيسي) (حروف وأرقام)

حيث رمز مؤلف من 8 أرقام ورد، من المفترض أنه يشير إلى المكتب الرئيسي.
معايير سويفت، من انقسام وجمعية الاتصالات السلكية واللاسلكية المالية العالمية بين البنوك (سويفت)، يعالج تسجيل هذه الرموز. لهذا السبب، فإن البنك معرف رموز (BICs) غالبا ما تسمى عناوين سويفت أو رموز.
هناك أكثر من 7,500 رمزِ «حيِّ» (للشركاء بنشاط متصلا بالشبكة بي آي سي) ويقدر ب 10,000 رمز بي آي سي الإضافية التي يمكن استخدامها ل دليل المعاملات

## أمثلة
بنك دويتشه هو بنك دولي حيث مقره الرئيسي في فرانكفورت ألمانيا. رمز سويفت لمكتبها الرئيسي هو DEUTDEFF :
- يُميّزُ دي إي يو تي دويتش بانك
- دي إي رمزُ البلد لألمانيا
- إف إف الرمزُ لفرانكفورت

بنك دويتش يستخدم رمز ممتد من 11 رقما وخصصت للفروع أو مجالات العمل رموز الموسعة خاصة بها. هذا يَسْمحُ للدفعةِ لكي تُوجّهَ إلى مكتب معيّنعلى سبيل المثال، من شأنه دفع DEUTDEFF500 مباشرة إلى مكتب بنك دويتش في باد هومبورغ.
ندبنك هو البنك الأول في جنوب أفريقيا ومكتبه الرئيسي في جوهانسبرغ. رمز سويفت لمكتبها الرئيسي هو NEDSZAJJ
- NEDS يحدد ندبنك
- زا هو رمز البلد لجنوب أفريقيا
- jj هو رمز لجوهانسبرغ

ندبنك لم يطبق الرمز المكون من 11 رقما وجميع التحويلات سويفت تحول لحساباتها وتوجه إلى المكتب الرئيسي للمعالجة. نقل تلك الواجهات تحتاج إلى رمز مكون من 11 رقم سوف تدخل بهذا الشكل NEDSZAJJXXX.
مدفوعات إس إي بي أي تتطلب كل من بي آي سي وآي بي أي إن ويجب أن تكون صحيحة أو الدفع سيتم رفضه.

## 12 - حرف لعنوان سويفت نات فين على أساس بي آي سي.
لتحديد النقاط النهائية على شبكتها سويفت تستخدم رموز من 12 حرف التي هي مستمدة من بي آي سي. مثل هذا الرمز يتكون من BIC8 تليها رمز من حرف واحد الذي يحدد هوية المحطة الطرفية المنطقية (إل تي سي)، أو «الوجهة المحلية» ورمز الفرع من 3 احرف. هذه 'BIC12 ليست جزءا من معيار ايزو، وتكون فقط ذات صلة لتبادل الرسائل

## وانظر أيضا
- آي بي أي إن استعملَ نظامَ تعريفِ حسابِ البنك الدولي في الغالب في الاتحاد الأوروبي

## وصلات خارجية
- رمز معرّفِ مصرفِ SWIFT.com الصفحة الرئيسية
- سويفت هي أداة البحث عن أسماء البنوك ومعرف الرموز
- مراقبة آي بي أي إن المجّاني على الإنترنت ومحول آي بي أي إن لكُلّ 46 بلدان آي بي أي إن
- معرف رموز البنك وإيبانس آلة حاسبة إيبان والمدقق الذي يعرض البنك معرف لرموز بنك ليتزالهان والألمانية والنمساوية، الاستونية، والهولندية والهنغارية والسويسرية، واليونانية، والحسابات المصرفية البلجيكية
- يُشفّرُ المصرفُ والمصرفُ العالميُ دليلاً بحاسبةِ آي بي أي إن مجّانية